# باول روزين
باول روزين هو لاعب هوكي الجليد كندي، ولد في 26 أبريل 1960 في تورونتو في كندا.

## روابط خارجية
- باول روزين على موقع Paralympic.org (الإنجليزية)
- باول روزين على موقع IPC.InfostradaSports.com (مؤرشف) (الإنجليزية)